# Province ecclésiastique
Cet article concerne la province ecclésiastique. Pour la région, voir Région ecclésiastique.
Dans l'Église catholique latine contemporaine, régie par le code de droit canonique de 1983, une province ecclésiastique (en latin : provincia ecclesiastica) est un regroupement d'Églises particulières voisines, jouissant de plein droit de la personnalité juridique et administré par un archevêque métropolitain assisté d'un concile provincial. Un regroupement de provinces ecclésiastiques voisines forme une région ecclésiastique.
Les provinces ecclésiastiques trouvent leur origine dans l'organisation administrative de l'ancien Empire romain. Dans l'Empire romain tardif (à partir de la Tétrarchie), la province était une subdivision d'un diocèse.

## En Europe et dans le monde
À partir des IVe siècle - Ve siècle, cette organisation a été reprise par l'Église catholique romaine, alors qu'une inversion de sens se produisait : le diocèse devenait une subdivision de la province ecclésiastique.
Les évêques siégeant dans les grandes villes romaines, ou « métropolitains », obtinrent un droit de surveillance sur les évêques de villes moins importantes : ils furent appelés archevêques à partir du VIe siècle.
Plusieurs diocèses forment ainsi une province ecclésiastique ou encore une province métropolitaine, sous l'autorité d'un archevêque métropolitain. Ce dernier est à la tête d'un archidiocèse. Les évêques qui dépendent de lui sont dits suffragants, tout comme leur diocèse.
Les nouvelles provinces ecclésiastiques sont créées par le pontife romain, soit ex nihilo dans les régions nouvellement évangélisées, soit par scission d'une province plus étendue. L'évêque mis à la tête d'une province ecclésiastique a rang d'archevêque et porte le titre de métropolitain ; les évêques dépendants de lui dans le cadre du fonctionnement institutionnel d'une province, prévu par le Code de droit canonique de 1983 sont ses suffragants.
Au Moyen Âge, dans les pays de l'Europe héritiers de l'Empire romain, les anciennes provinces romaines ont été conservées : elles ont subsisté, presque sans changement en France jusqu'en 1802.

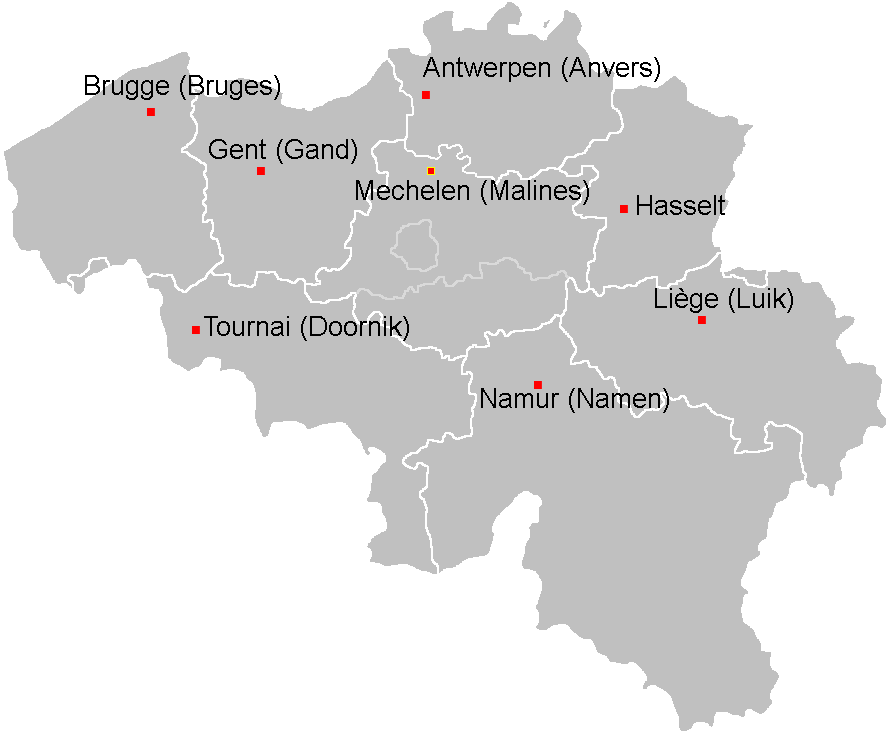
Les diocèses de Belgique.

## En Belgique
La Belgique constitue la province ecclésiastique de Malines-Bruxelles, comprenant les diocèses d'Anvers, de Bruges, de Gand, de Hasselt, de Liège, de Malines-Bruxelles, de Namur et de Tournai ainsi que le diocèse aux Forces armées belges dont l'évêque (mais non la cathédrale) est partagé avec celui de Malines-Bruxelles.

## En France

Provinces ecclésiastiques en 2002.

Les provinces ecclésiastiques françaises ont été modifiées par deux fois depuis deux siècles.
1. Après le concordat de 1801, les anciens diocèses français ont été redécoupés : certains ont disparu avant d'être restaurés dans le cours du XIXe siècle. De nouvelles provinces ecclésiastiques ont alors été dessinées, mais en reprenant peu ou prou les traits des précédentes provinces ecclésiastiques. La nouvelle province ecclésiastique de Tours a compris les départements correspondant à l'ancienne. Elle fut toutefois démembrée au cours du XIXe siècle par la création de la province ecclésiastique de Rennes (départements de Bretagne, moins la Loire-Atlantique qui reste rattachée à Tours jusqu'en 2002).
2. Dans les années 1960, les évêques catholiques de France expérimentèrent une nouvelle organisation administrative, avec les régions apostoliques. Les provinces ecclésiastiques n'en furent pas pour autant supprimées, mais mises en sommeil, à l'exception des officialités. Par un décret du pape Jean-Paul II en date du 8 décembre 2002, les provinces concordataires et les régions apostoliques ont été supprimées et remplacées par de nouvelles provinces ecclésiastiques. Ainsi la nouvelle province ecclésiastique de Rennes comprend les diocèses de Bretagne historique, de l'Anjou, du Maine et de la Vendée.

Depuis 2003, le rôle des archevêques métropolitains a été restauré, après avoir perdu pendant de longs siècles sa spécificité hiérarchique. Plusieurs archidiocèses, parfois très anciens, ont perdu leur titre de métropole, au sens ecclésiastique du terme, et sont redevenus de simple diocèses. C'est le cas notamment pour la très ancienne province ecclésiastique de Bourges, autrefois la plus vaste de Gaule puis de France : le diocèse de Bourges appartient désormais à la province ecclésiastique de Tours ; un archevêque reste néanmoins à sa tête.
En comparant la carte nouvelle avec celles des anciennes provinces romaines, seule la province ecclésiastique de Rouen, qui correspond aux six diocèses de la Normandie, peut se prévaloir d'une certaine filiation : elle correspond à peu près à la Lyonnaise seconde du IVe siècle.